# Пополаны
Пополаны (в переводе с итал. — «popolo» — народ) — торгово-ремесленные слои городов Северной и Центральной Италии в XII-XIV веках, объединявшиеся в цехи (arti). В конце XII—начале XIII века пополаны вели борьбу с нобилями-феодалами, к середине XIII века установили свою власть в ряде городов: в Болонье (1245), во Флоренции (1250) и др. В этих городах-государствах была установлена выборная власть представителей цехов, а знать была лишена политических прав в законодательном порядке «Народными уставами» в Сиене (1277), «Установлениями справедливости» во Флоренции (1293). К XIV веку произошло резкое расслоение пополанов на «жирный народ» (городская верхушка) и «тощий народ». К концу XV века термин «пополаны» вышел из употребления.